# Robin Calmegård
Robin Pierre Siurua Calmegård, född 19 mars 1986, är en svensk programledare i radio som arbetar som On Air Host och digitalkoordinator för Rix FM. Han har tidigare arbetat på radiostationen Lugna Favoriter.
Han medverkar i Rix Morronzoo och sänder även själv på söndagskvällar från 18:00 i radion och 20:00 på Tiktok. På Tiktok har Calmegård över 125 000 följare.
Tidigare har Calmegård varit programchef för radiostationen Favorit 103,9 i Södertälje.